# گنجشک‌های کاجی
گنجشک‌های کاجی (نام علمی: Peucaea) نام یک سرده از تیره زردپره‌ایان است.